# Нове Лесьне-Богатери
Нове Лесьне-Богатери (пол. Nowe Leśne Bohatery) — село в Польщі, у гміні Ліпськ Августівського повіту Підляського воєводства.
Населення — 57 осіб (2011).
У 1975-1998 роках село належало до Сувальського воєводства.

## Демографія
Демографічна структура станом на 31 березня 2011 року:
|          | Загалом | Допрацездатний вік | Працездатний вік | Постпрацездатний вік |
| -------- | ------- | ------------------ | ---------------- | -------------------- |
| Чоловіки | 27      | 5                  | 16               | 6                    |
| Жінки    | 30      | 3                  | 13               | 14                   |
| Разом    | 57      | 8                  | 29               | 20                   |